# Mari (langue)
Pour les articles homonymes, voir Mari.
 (novembre 2015).

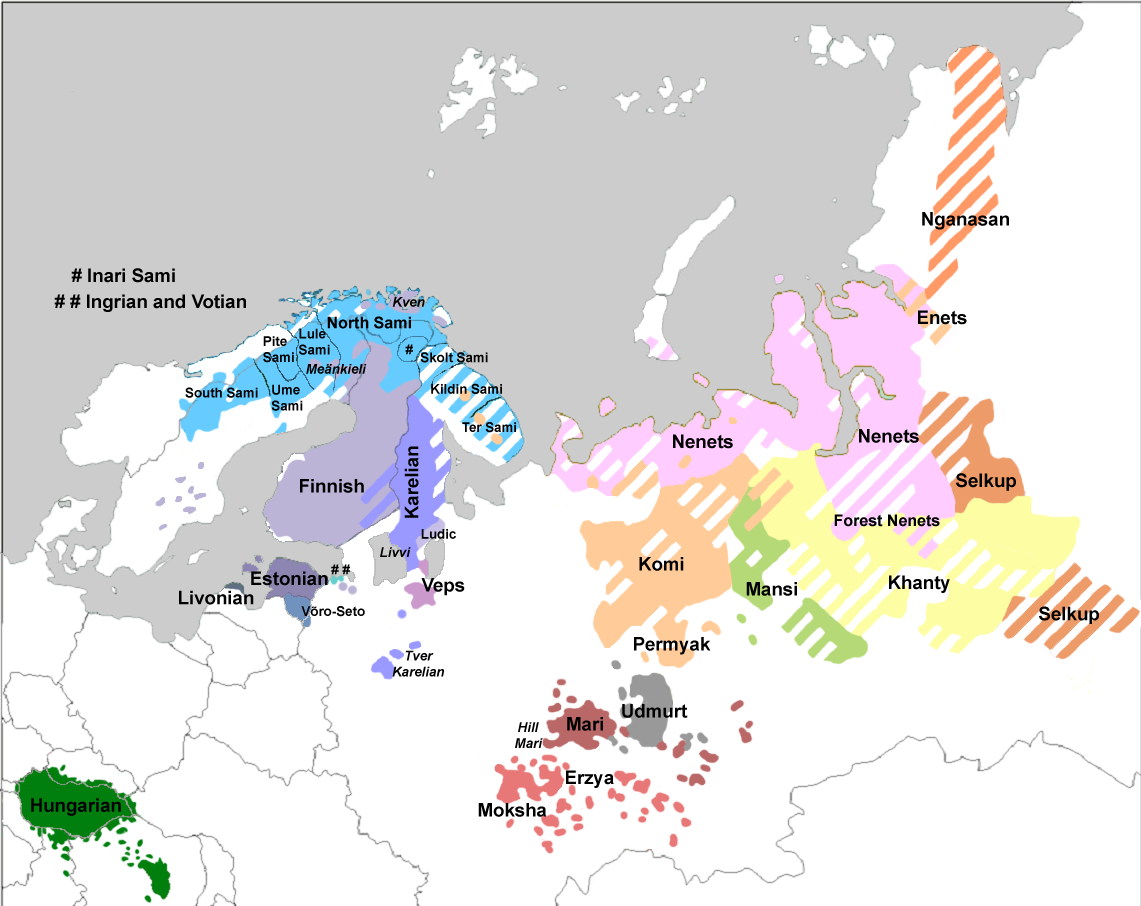
Langues ouraliennes.

Le mari, ou tchérémisse (en mari : мари́й йы́лме, marij jylme [maˈrij ˈjəlme] ; en russe : мари́йский язы́к, ISO 9 : marijskij jazyk [mɐˈrʲijskʲɪj jɪˈzɨk]), est une langue appartenant à la famille des langues ouraliennes.

## Locuteurs
Le mari est parlé par plus de 500 000 personnes. Il s'agit de la langue officielle – avec le russe – de la république des Maris, une république de la fédération de Russie. Le mari est également parlé dans les républiques voisines du Tatarstan et d'Oudmourtie, ainsi que dans l'oblast de Perm.
D'après le recensement de 1989, le nombre de Maris était de 670 868. Parmi eux, 80 % (soit 542 160) déclaraient le mari comme leur langue maternelle, contre 18,8 % qui en indiquaient une autre. La république des Maris – ou « Mari El » (Мари́й Эл) – atteste quant à elle de quelque 11,6 % d'habitants ne considérant pas le mari comme leur première langue.

## Dialectes
La plupart des linguistes russes, tchérémisses, allemands et anglo-saxons distinguent les dialectes en deux macro-dialectes traditionnels pour plus de commodité :
- le mari des montagnes (кы́рык ма́ры/kyryk mary, littéralement « mari de la montagne », ou ку́рык мари́й/kuryk marij dans le premier dialecte, désigné par les linguistes anglo-saxons de Hill Mari et de Berg-Mari par ceux d’Allemagne), parlé dans le sud en amont de la Volga, sur la rive droite et dans une partie de la rive gauche, près de Kozmodemiansk,
- le mari des prairies, qu’on pourrait désigner de mari de la plaine (о́лык мари́й/olyk marij, « mari de la prairie », Meadow Mari en anglais, Wiesen-Mari en allemand), parlé à l’aval de la Volga. De nos jours, la plupart des spécialistes subdivisent ce macro-dialecte en trois variantes :
  - le mari des plaines proprement dit, au nord et à l’ouest de la Volga, près du confluent de la Malaïa Kokchaga et de la Volga, dans la capitale de la république Iochkar-Ola et alentours ;
  - le mari de l’Est, à l’est du Viatka, le plus pratiqué numériquement et très largement utilisé dans les quotidiens, les écoles, les universités, les associations culturelles, les radios, par les écrivains et jusque sur l'Internet... ;
  - le mari du Nord-Ouest.

Tous ces dialectes sont traditionnellement transcrits en cyrillique depuis les années 1930, avec toutefois cinq lettres supplémentaires qui sont directement dérivées de l'alphabet russe : ҥ, ö, ӱ, ä, ӹ (les deux dernières ne concernent que le dialecte des montagnes).
Certains Maris parlent aussi le tatar, une langue turco-mongole. Ce dernier, ainsi que le tchouvache et le russe, ont fortement influencé le mari, notamment celui des prairies.
Le concept de macro-langue peut être illustré par la macro-langue marie, parlée en Russie. Elle est constituée de deux variétés, le "mari des plaines" (ou mari des prairies) et le mari des collines (ou mari des montagnes). À l'origine existait sans doute un continuum linguistique : les différentes tribus parlaient des langues proches, mais néanmoins distinctes. Lorsque ces tribus se sont unifiées, le dialecte de la tribu dominante s'est petit à petit imposé. Dans le cas des Maris, cependant, deux groupes distincts se sont formés, les Maris des montagnes et les Maris des prairies. Au fil du temps, la langue de chaque groupe s'est consolidée et différenciée de l'autre variété, à tel point que la création d'un standard unique s'est avéré impossible. À la suite des efforts de standardisation et de codification, deux standards ont été créés pour chaque variété du mari. Pour Zoja Zorina, « la naissance des langues maries n’est pas le résultat d’une codification : c’est au contraire parce qu’il existait deux langues différentes que la standardisation a été possible et nécessaire ». Aujourd'hui, les deux langues maries sont des langues écrites et codifiées, aux règles de prononciation et de grammaire bien établies (à l'inverse de dialectes qui eux n'ont pas forcément de forme standard et sont souvent cantonnés à la sphère orale). De plus, des traductions sont effectuées entre le mari des prairies et le mari des montagnes et les habitants sont conscients de l'existence de deux langues différentes.
Cependant, la république des Maris a adopté en 1995 une Loi sur les langues dont l'article 1 stipule : « Les langues d’État de la république du Mari El sont le mari (des collines et des plaines) et le russe… ». Autrement dit, cette loi présente les deux langues mari comme une seule langue. Pour Zoja Zorina, la loi a créé « une langue abstraite (la « langue marie ») qui n’existe pas. ». L'un des buts de la loi était de renforcer l'unité entre les Maris (selon l'idée qu'un peuple doit parler une seule et même langue), mais cela n'a fait qu'augmenter la confusion autour des deux langues maries. Finalement, la macro-langue marie est née pour des motifs politiques bien plus que linguistiques.

## Phonologie
- Le mari de l'est possède 8 voyelles, 1 semi-voyelle et 21 consonnes ;
- Celui de l'ouest compte 10 voyelles, 1 semi-voyelle et 20 consonnes.

Trois alphabets ont été utilisés pour transcrire la langue :
- un projet non abouti d’alphabet latin datant des années 1930 ;
- l'alphabet cyrillique utilisé traditionnellement pour l’écriture du mari des montagnes ;
- l'alphabet cyrillique également pour le mari des prairies.

### Projet d’alphabet latin datant des années 1930
| A a | Ä ä | B ʙ | G g | D d | Z z | Ƶ ƶ | I i |
| J j | K k | L ʟ | Ļ ʟ̧ | M m | N n | Ꞑ ꞑ | Ŋ ŋ |
| O o | P p | R r | S s | T t | U u | Ü ü | C c |
| Ş ş | Ç ç | Ə ə | Ə̈ ə̈ | E e | F f | H h | Č č |
| Ť ť | Ď ď |     |     |     |     |     |     |

### Alphabet cyrillique traditionnellement utilisé pour lemari des prairies
| А а | Б б | В в | Г г | Д д | Е е | Ё ё | Ж ж |
| З з | И и | Й й | К к | Л л | М м | Н н | Ҥ ҥ |
| О о | Ö ö | П п | Р р | С с | Т т | У у | Ӱ ӱ |
| Ф ф | Х х | Ц ц | Ч ч | Ш ш | Щ щ | Ъ ъ | Ы ы |
| Ь ь | Э э | Ю ю | Я я |     |     |     |     |

### Alphabet cyrillique utilisé pour lemari des montagnes
| А а | Ä ä | Б б | В в | Г г | Д д | Е е | Ё ё |
| Ж ж | З з | И и | Й й | К к | Л л | М м | Н н |
| О о | Ö ö | П п | Р р | С с | Т т | У у | Ӱ ӱ |
| Ф ф | Х х | Ц ц | Ч ч | Ш ш | Щ щ | Ъ ъ | Ы ы |
| Ӹ ӹ | Ь ь | Э э | Ю ю | Я я |     |     |     |

## Grammaire
Le mari comporte neuf cas de base dans sa variante des plaines et jusqu'à douze dans les autres dialectes : nominatif, génitif, accusatif, datif, inessif, illatif, latif, comparatif, comitatif. De même qu'en finnois ou en hongrois, les rapports de possession s'expriment au moyen de suffixes possessifs, le déterminant se trouvant généralement au génitif. Ainsi, par exemple, les phrases « la fille du pêcheur » ou « l'enfant des parents » se traduiront littéralement de la sorte : « du-pêcheur sa-fille » (колызын ÿдыржö/kolyzyn üdyržö) ; « des-parents leur-enfant » (ача-аван йочашт/ača-avan jočašt).